# Going for Broke
Going for Broke è il sesto album in studio del cantante guyanese naturalizzato britannico Eddy Grant, pubblicato nel 1984.

## Tracce
1. Romancing the Stone – 4:54
2. Boys in the Street – 4:17
3. Come On Let Me Love You – 3:39
4. Till I Can't Take Love No More – 2:47
5. Political Bassa-Bassa – 5:06
6. Telepathy – 3:37
7. Only Heaven Knows – 3:55
8. Ire Harry – 4:05
9. Rock You Good – 3:06
10. Blue Wave – 4:01